# James Guthrie
Sir James Guthrie (Greenock, 10 juni 1859 – Rhu, 6 september 1930) was een Schotse kunstschilder, tijdens zijn leven vooral bekend voor zijn portretten, maar later vooral voor zijn realistische werken.

## Biografie
Guthrie werd geboren in Greenock, als jongste zoon van John Guthrie, een dominee van de Evangelische Unie (een Schots religieus genootschap), en Anne Orr.
Op 15-jarige leeftijd schreef hij zich in aan de Universiteit van Glasgow om er rechten te studeren, maar hij gaf zijn studies op in 1877 om zich aan de schilderkunst te wijden. Hij stelde zich kandidaat voor lidmaatschap van de Glasgow Art Club, maar werd geweigerd. In 1879 verhuisde hij naar Londen en werkte er samen met andere Schotse schilders, onder meer John Pettie, wiens studio hij regelmatig opzocht en van wie hij veel goede raad kreeg. De zomers bracht hij door in Schotland, waar hij ging schilderen op pittoreske locaties zoals Rosneath, Helensburgh,  Brig O'Turk and Cockburnspath. In 1881-1882 schilderde hij A Funeral Service in the Highlands, dat op de tentoonstelling van de Royal Academy in 1882 grote indruk maakte.  In 1882 bezocht hij Parijs en raakte sterk onder de indruk van het werk van Bastien Lepage.

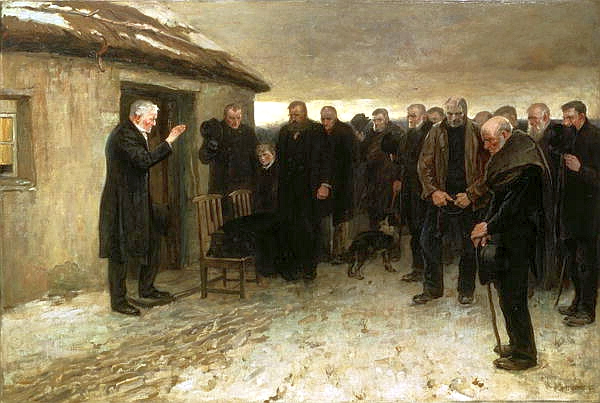
A Highland Funeral, 1881-1882, Kelvingrove Art Gallery and Museum, Glasgow

Vanaf 1883 was hij de centrale figuur van de groep die The Glasgow Boys genoemd werd. De groep bestond uit jonge Schotse schilders zoals E.A. Walton, James Paterson, W.Y. MacGregor, Joseph Crawhall, James Nairn, George Henry, John Lavery, en Thomas Millie Dow. Omstreeks 1885 was zijn reputatie als portretschilder gevestigd en hij had een studio in Londen en in Glasgow. James Guthrie trachtte in zijn portretten het karakter van de geportretteerde te vatten eerder dan een technisch virtuoos stuk af te leveren.
Op 1 november 1880 werd hij gekozen als lid van de Glasgow Art Club, waarvan hij vicevoorzitter was in 1886 en voorzitter van 1896 tot 1897. Op 25 april 1904 werd hij tot "honorary member" benoemd. In 1888 werd hij verkozen tot "associate" van de Royal Scottish Academy en in 1902 volgde hij George Reid op als voorzitter van de Academy. Hij bleef voorzitter van de Academy tot in 1919. Datzelfde jaar verhuisde hij naar Edinburgh. In 1903 werd hij geridderd.
In de jaren 1890 maakte James Guthrie kennis met Helen Newton Whitelaw, die met haar familie op een buitenhuis woonde dat Rowmore genoemd werd en gelegen was in Rhu. In het domein had men prachtige zichten op het Gare-loch. Helen was de dochter van de rijke zeepfabrikant Alexander Whitelaw die in 1891 overleed. Het paar trouwde in 1897 en twee jaar later kregen ze een zoon Thomas Whitelaw Boyd Guthrie. Na de dood van Helen’s moeder in 1906 erfden ze Rowmore en brachten er de zomers door.

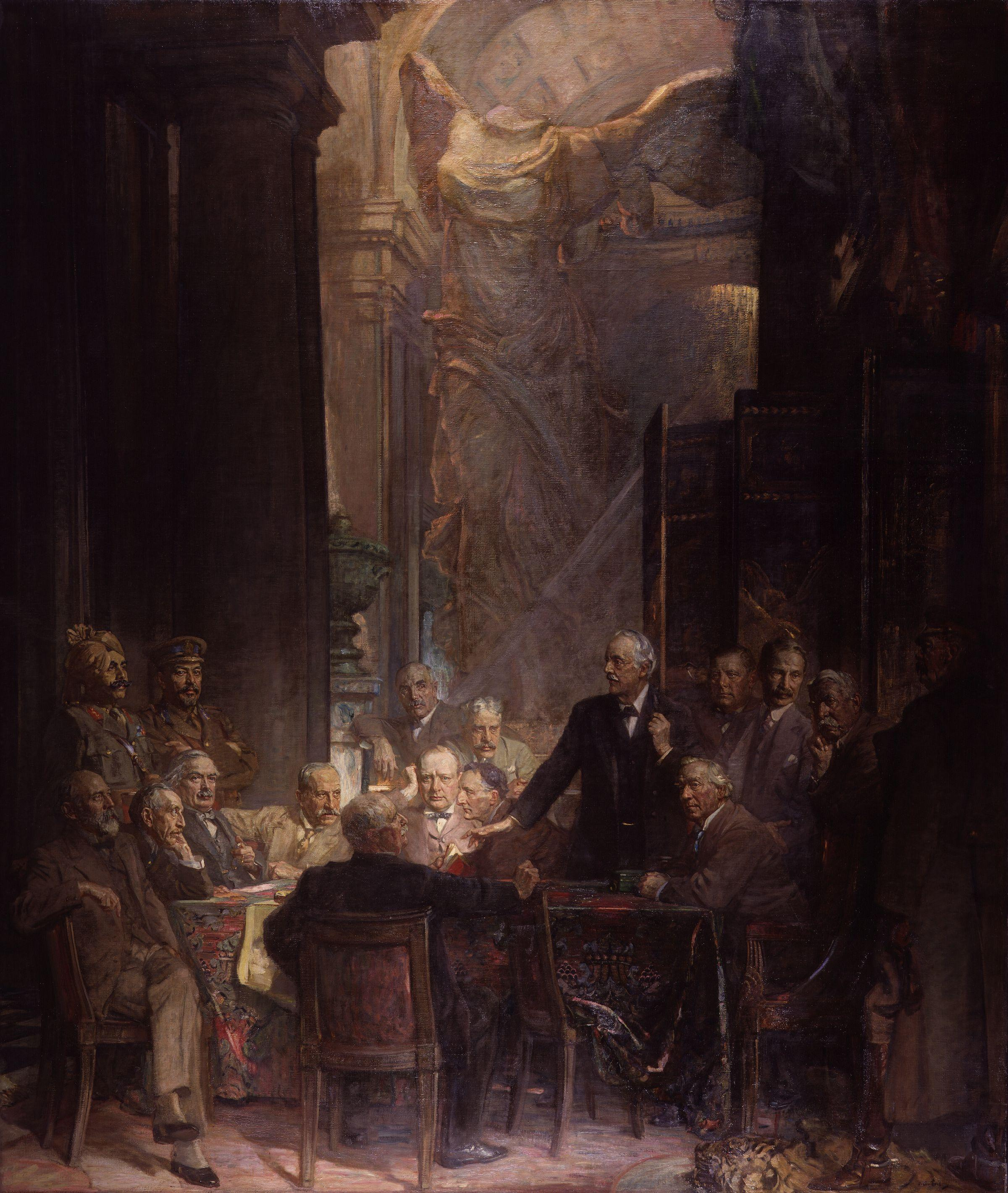
Staatslieden uit de Eerste Wereldoorlog, 1919-1930, National Portrait Gallery, Londen

In 1919 kreeg Guthrie een opdracht van de Zuid-Afrikaanse financier Sir Abraham Bailey om een groepsportret te schilderen van 17 staatslieden die aan de macht waren geweest tijdens de Eerste Wereldoorlog. Het schilderij, Staatslieden uit de Eerste Wereldoorlog, werd pas voltooid in 1930, kort voor Guthrie's dood. Het werd geschonken aan de National Portrait Gallery in Londen. De 17 voorstudies werden geschonken aan de Scottish National Portrait Gallery.
Guthrie overleed op Rowmore te Rhu, Dunbartonshire in 1930.

## Stijl
Er wordt dikwijls gezegd dat The Glasgow Boys (waaronder Guthrie) de Schotse impressionisten waren. In zekere zin gaat deze vergelijking op: beide groepen schilderden buitenshuis en schilderden met wijde, vrije penseelstreken en trachtten het spel van licht en schaduw te vangen. Ze schilderden allebei bij voorkeur gewone dagelijkse scènes. En zoals de Fransen zich afzetten tegen de academische stijl in Frankrijk, rebelleerden The Glasgow Boys tegen de Victoriaanse traditie met romantische landschappen en historische taferelen, die de voorkeur wegdroegen van de Royal Scottish Academy in Edinburgh. Zeker in de jaren 1880 zochten de Schotse schilders hun voorbeelden niet tussen de impressionisten, maat veeleer bij de realistische en naturalistische schilders in Frankrijk, zoals Millet, Corot en in het bijzonder Bastien-Lepage.
In het latere deel van zijn carrière, na 1885, zou James Guthrie nagenoeg alleen portretten schilderen en liet hij landschappen en dergelijke achterwege.

## Galerij

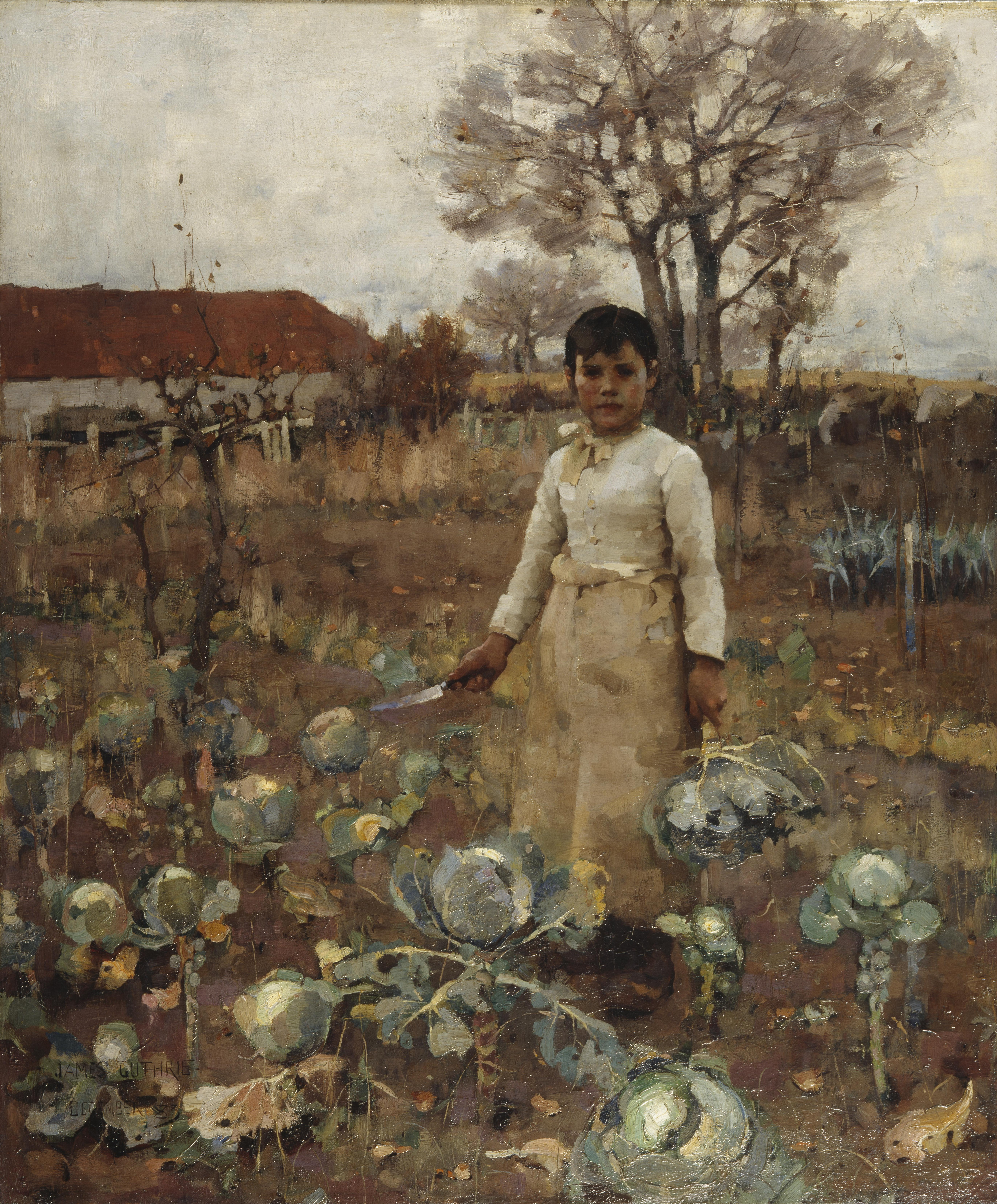
Een boerendochter, 1883, Scottish National Gallery, Edinburgh
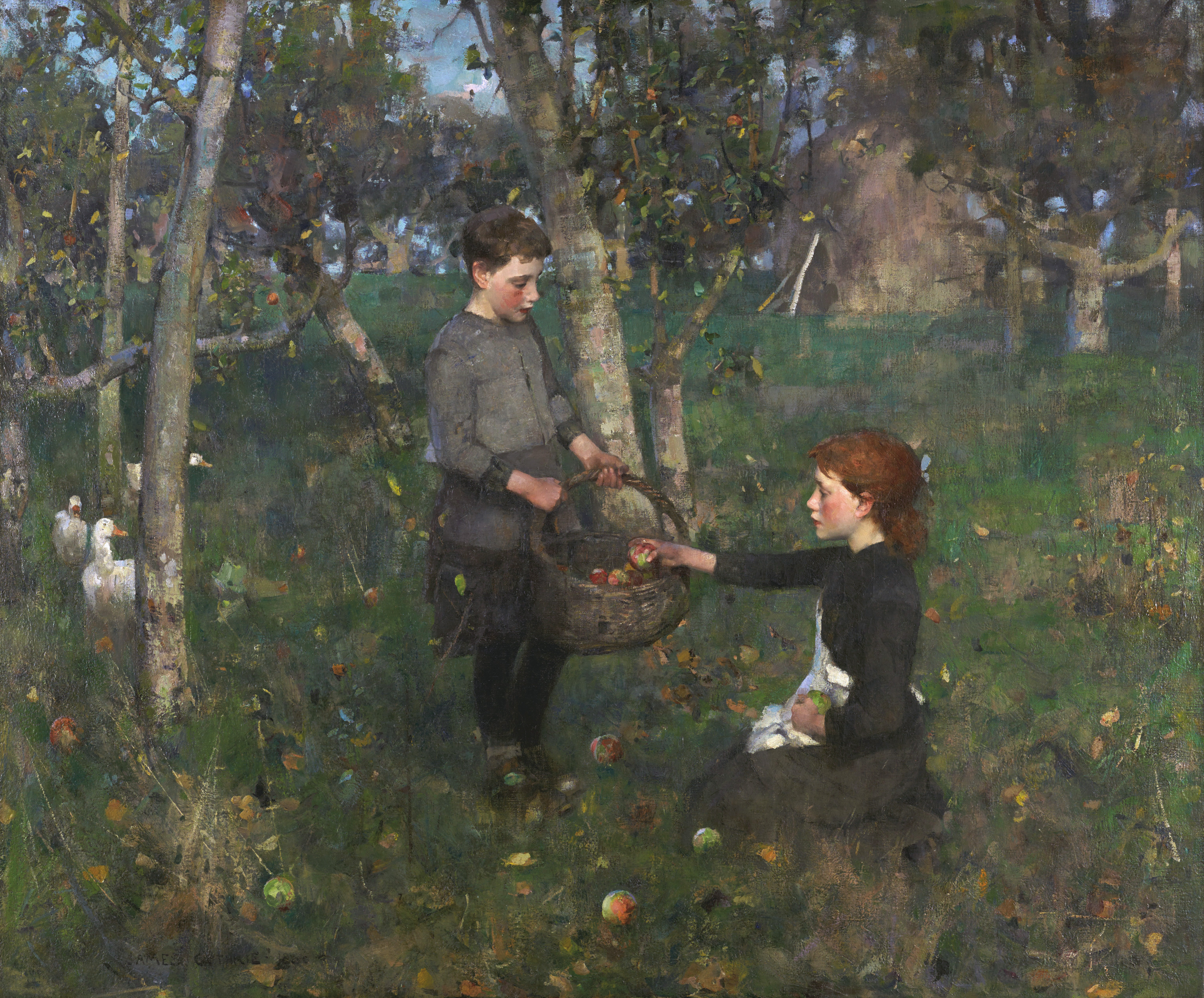
In de boomgaard, 1885-1886, Scottish National Gallery, Edinburgh
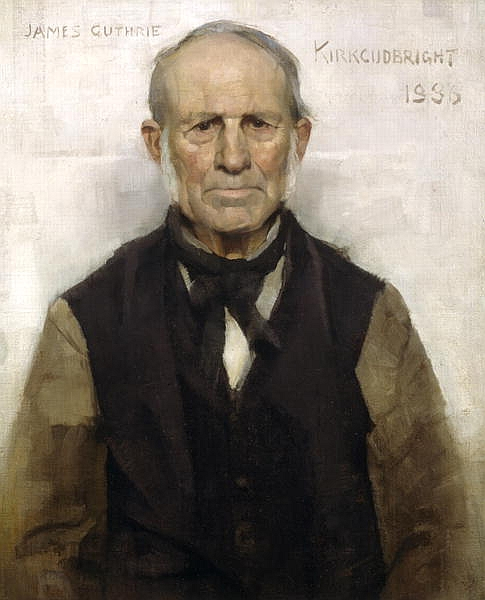
Old Willie 1886, Glasgow Museums
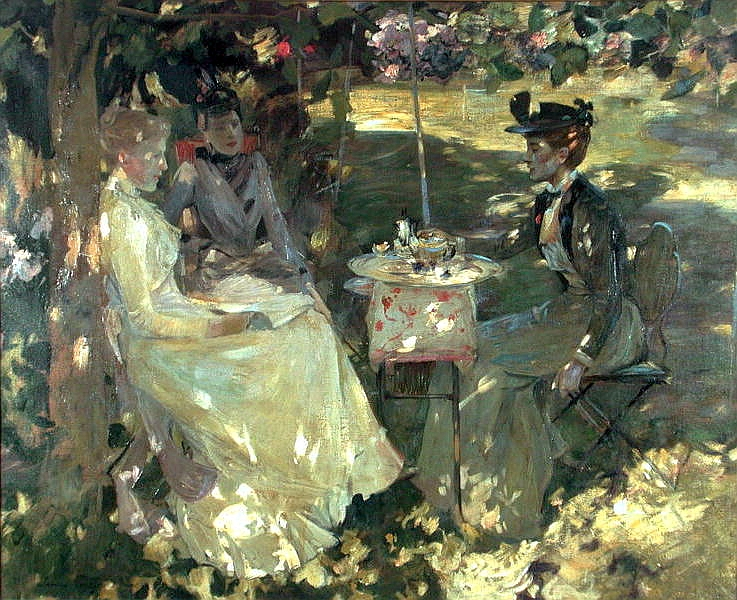
Midsummer, 1892, Royal Scottish Academy, Edinburgh
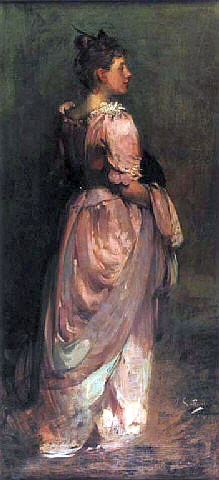
Miss Anne Spencer, 1892
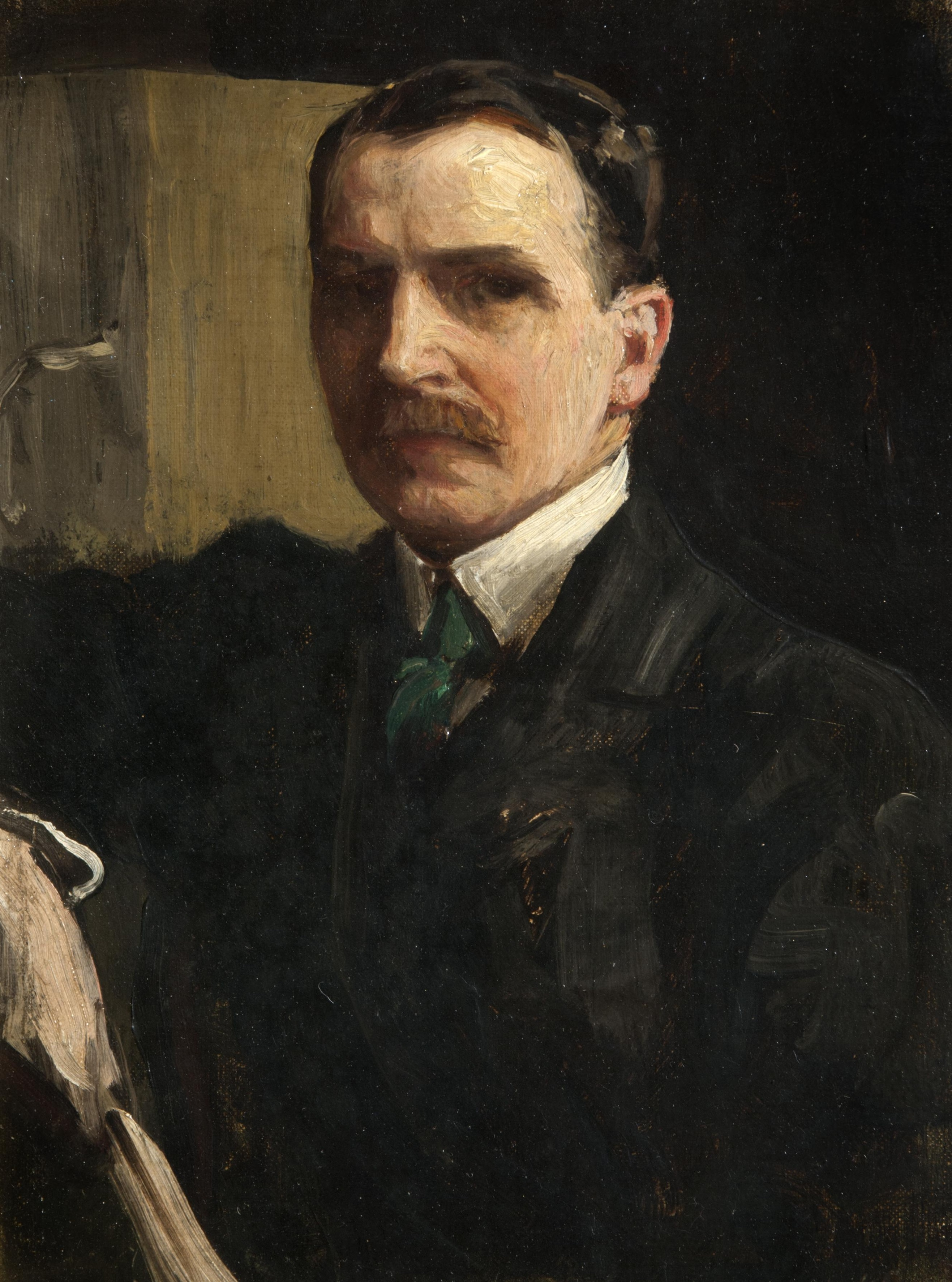
Zelfportret, 1910, Scottish National Gallery, Edinburgh
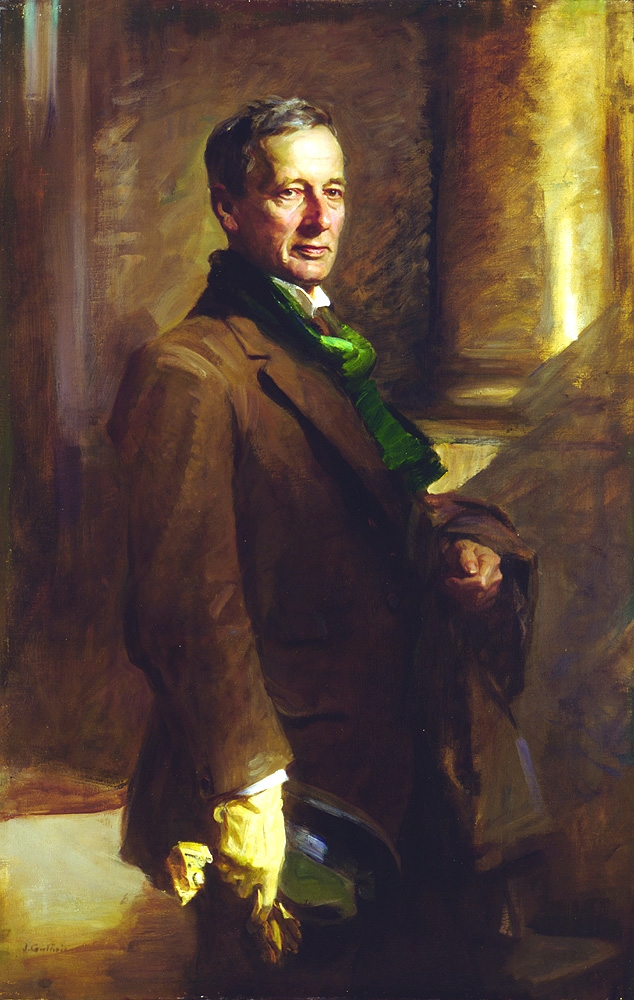
Frederick C. Gardiner, 1920, Glasgow Museums

- Biblioteca Nacional de España: XX6555942
- Bibliothèque nationale de France: cb149753671 (data)
- Gemeinsame Normdatei: 1246764555
- International Standard Name Identifier: 0000 0000 6662 0270
- Library of Congress Control Number: n85378521
- Nationale bibliotheek van Australië: 36550638
- Nederlandse Thesaurus van Auteursnamen: 212848127
- RKD-Nederlands Instituut voor Kunstgeschiedenis: 34735
- SNAC: w6sj4wpq
- Trove: 1287237
- Union List of Artist Names: 500008066
- Virtual International Authority File: 39651418
- WorldCat: E39PBJd8fQr7y8hkFKf8m9WhpP